# Tachyancistrocerus aereus
Tachyancistrocerus aereus är en stekelart som beskrevs av Giordani Soika 1951. Tachyancistrocerus aereus ingår i släktet Tachyancistrocerus och familjen Eumenidae. Inga underarter finns listade i Catalogue of Life.